# Manga
För andra betydelser, se Manga (olika betydelser).
| Manga |
| --- |
| Mangaavdelning i japansk affär. Delar av utgivningen kombineras med herrtidningsmaterial. - Betydelse – tecknad serie (från Japan); ofta definierad enligt en typisk stil - Etymologi –japanska: man+ga (漫画; 'fria/okynniga bilder') - Karaktär – ofta långa följetonger; ofta med förstorade ögon; läses i Japan (och ofta i översättning) från höger till vänster, ofta med liten till ingen näsa samt ibland med fantasiattribut så som vingar eller djurdelar utritade på kroppen - Relaterat begrepp – anime (japansk animerad/tecknad film) |

Manga [mɑŋɡa] (från japanska 漫画 Manga ungefär "fria bilder") är det japanska ordet för tecknade serier, och syftar i Europa och Nordamerika på japanskproducerade serier.
De japanska serierna är den dominerande serietraditionen i Östasien och Sydöstasien, och har sedan millennieskiftet också haft påtagligt inflytande på europeiska och nordamerikanska serieskapare.

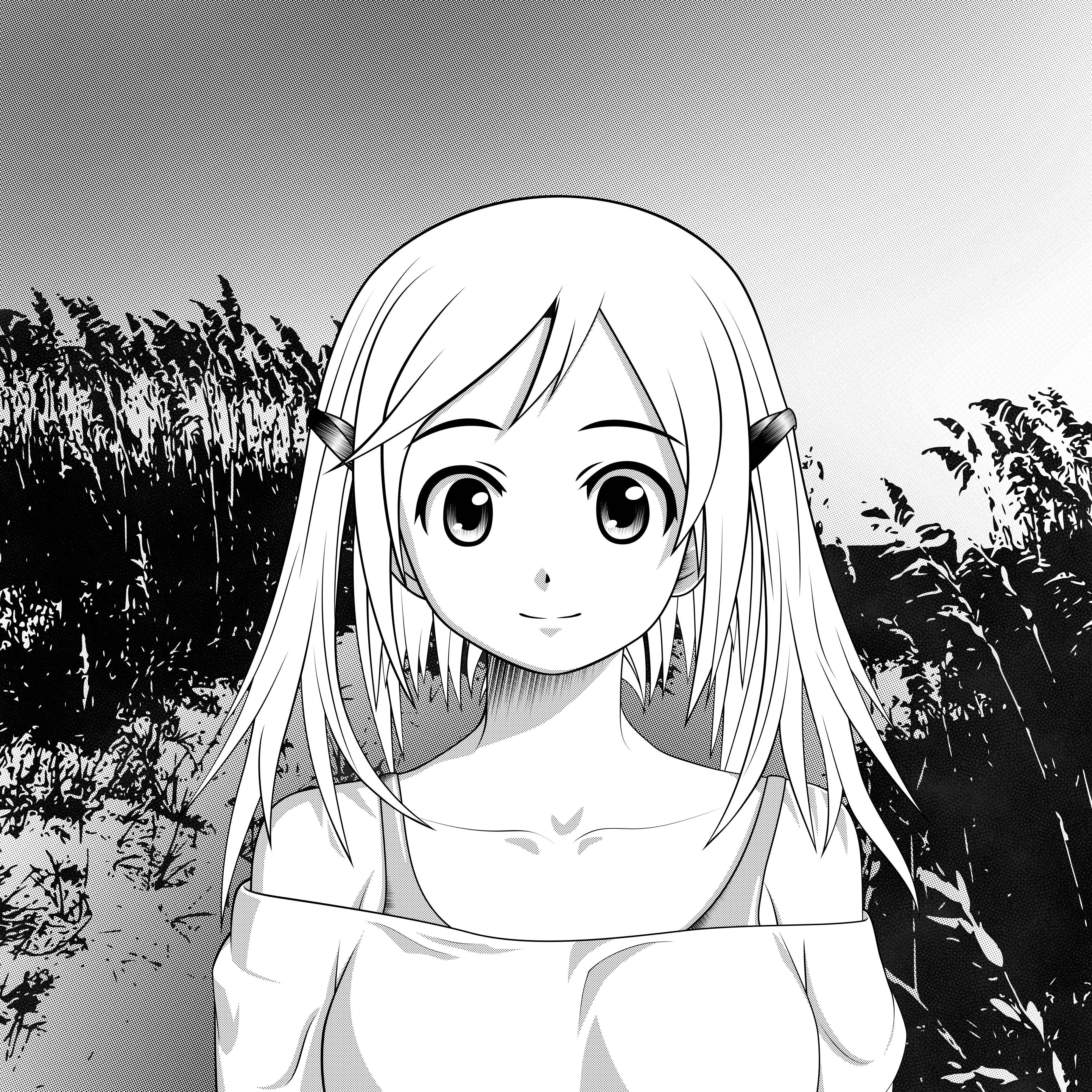
Mangafigur enligt en vanlig stereotyp, med stora ögon, liten haka samt en näst intill obefintlig näsa.

## Format
De tidigaste moderna japanska serierna var vertikala strippserier, ett format som sedermera fått namnet yonkoma (四コマ), vilka, efter nordamerikansk modell, publicerades i dagspressens söndagsutgåvor. Efter kriget utkom de första serietidningarna, som länge förblev det huvudsakliga serieformatet i Japan. 
De flesta japanska serier, och särskilt manga, är fortsättningsserier som pågår under många år. De publiceras vanligtvis först i stora, telefonkatalogliknande, antologiserietidningar på mellan 200 och 850 sidor, där varje serie får omkring 15-40 sidor/tidning - ett kapitel. Därefter samlas flera kapitel av respektive serie i mer påkostade pocketböcker av bättre kvalitet (så kallade tankōbon), avsedda för att, till skillnad från serietidningarna, sparas och samlas. År 2005 såldes för första gången mer mangaböcker än mangaserietidningar, ett trendbrott som fortfarande håller i sig. Sammanlagt utgör tryckt manga en tredjedel av alla tryckta publikationer i Japan.
I enlighet med det traditionella sättet att skriva japanska, läses manga från höger till vänster. De flesta av seriesidorna är svartvita, men ofta är ett antal sidor närmast omslaget i färg, där reklamen finns. Bland de stora aktörerna märks förlagen Akita Shoten (vars flaggskepp bland serietidningarna, Weekly Shōnen Champion, publiceras sedan 1969), Futabasha (Weekly Manga Action, 1967), Houbunsha (Weekly Manga Times, 1956), Kodansha (Weekly Shōnen Magazine, 1959), Nihon Bungeisha (Weekly Manga Goraku, 1968), Jitsugyo no Nihon Sha (Weekly Manga Sunday, 1959), Shogakukan (Weekly Shōnen Sunday, 1959), Shueisha (Weekly Shōnen Jump, 1968), samt Kadokawa Shoten (Shōnen Ace, 1994)

## Historik

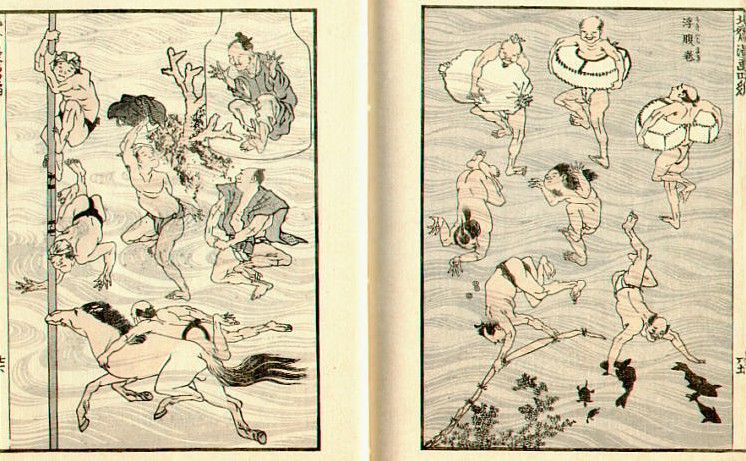
Badande människor i Katsushika Hokusais Manga.

### Förhistorien (1100-tal till 1800-tal)
Sekvenskonst har gamla anor i Japan och kan spåras ända till 1100-talet, då den tecknande munken Toba Sōjō skapade de fyra chōjū giga-rullarna.
Enligt Anime News Network Encyclopedia myntades ordet "manga" av Katsushika Hokusai och andra 1800-talskonstnärer som arbetade i träsnitt (ukiyo-e) för utgivningen av bildsamlingar innehållande skämtteckningar. Men enligt professorn i japanska och japansk kultur vid Stockholms universitet, Jaqueline Berndt , har historiker som Hosokibara och Mizushima visat på betydligt tidigare exempel på användning av ordet "manga".

### Pionjäråren (1902–1945)
Den första yonkomaserien, och således den första egentliga japanska serien, skapades av Rakuten Kitazawa 1902. Serien fick namnet Jiji Manga (時事漫画) och hade till form och tematik mycket gemensamt med amerikanska pionjärserier som Richard F. Outcaults The Yellow Kid, Rudolph Dirks Knoll och Tott, och Frederick Burr Oppers Happy Hooligan. Upphovsmannen hade inspirerats genom sitt tidigare samarbete med den i Japan verksamme australiske skämttecknaren Frank Arthur Nankivell.
Vid sidan av Kitazawa kom också Ippei Okamoto att spela en stor roll för seriekonstens etablering i Japan, dels genom sin egen produktion, vilken huvudsakligen bestod av skämtteckningar, och dels genom sina översättningar av amerikanska dagspresserier som Storklas och Lillklas och Gyllenbom.

### Osamu Tezuka
Japans nederlag vid andra världskrigets slut innebar en ny tid för landet, både politiskt och kulturellt. Den 3 maj 1947 infördes en ny grundlag, den så kallade fredskonstitutionen, genom vilken den tidigare absoluta monarkin ersattes med ett demokratiskt styre. Den nya grundlagen var inte minst gynnsam för konstnärer och folk i underhållningsbranschen, och kom att innebära en ny era också för landets produktion av tecknade serier; bland annat började de första serietidningarna publiceras, däribland Monthly Manga Shōnen, utgiven av landets ledande bokförlag Kōdansha 1947-1955. I och med serietidningarna kunde också serierna börja utvecklas från yonkoma, till längre, sammanhållande, fortsättningsberättelser.
Den 4 januari 1946 började tidningen Shokokumin Shinbun publicera Maachan no Nikkichō ("Ma-chans dagbok"), en kodomo manga, barnserie, i yonkoma-format. Serien avslutades redan påföljande år, men dess skapare, Osamu Tezuka, utformade under 1950-talet, bland annat i Monthly Manga Shōnen, den estetiska och narrativa mallen för modern manga. Tezukas stil kännetecknas av storögda varelser med oproportionerliga kroppar, bland annat inspirerade av Betty Boop och Walt Disneys Bambi. 1952 publicerades de första avsnitten av science fiction-serien Astro Boy, som blev Tezukas stora genombrott och pågick till 1968. Astro Boy blev en av alla tiders mest framgångsrika japanska serier, både nationellt och internationellt, och fick sedermera en mängd uppföljare och nyversioner.

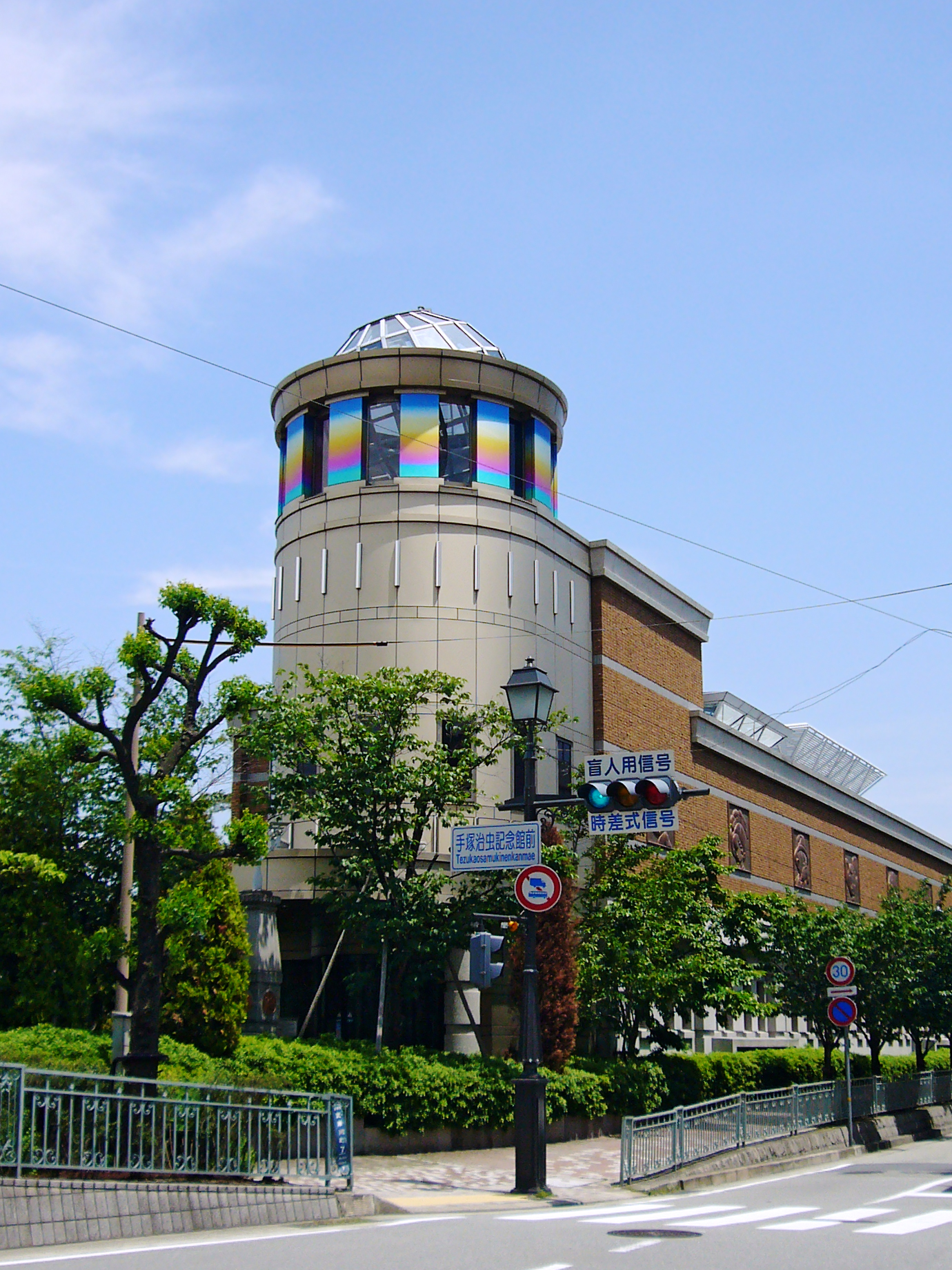
I Takarazuka finns ett Osamu Tezukamuseum.

Under de påföljande decennierna var Tezuka ledande på marknaden för shōnen manga, riktad till tonårspojkar, och blev också, bland annat med Princess Knight, även ledande inom shōjo manga, flickserier. Vid sin för tidiga död 1989 efterlämnade han över 150 000 seriesidor, med betydande verk inom de flesta genrer. Bland hans mest namnkunniga serietitlar märks Kimba, det vita lejonet, Black Jack, Buddha, Adolf, och Phoenix.

### Samtidigt med Tezuka och efter Tezuka

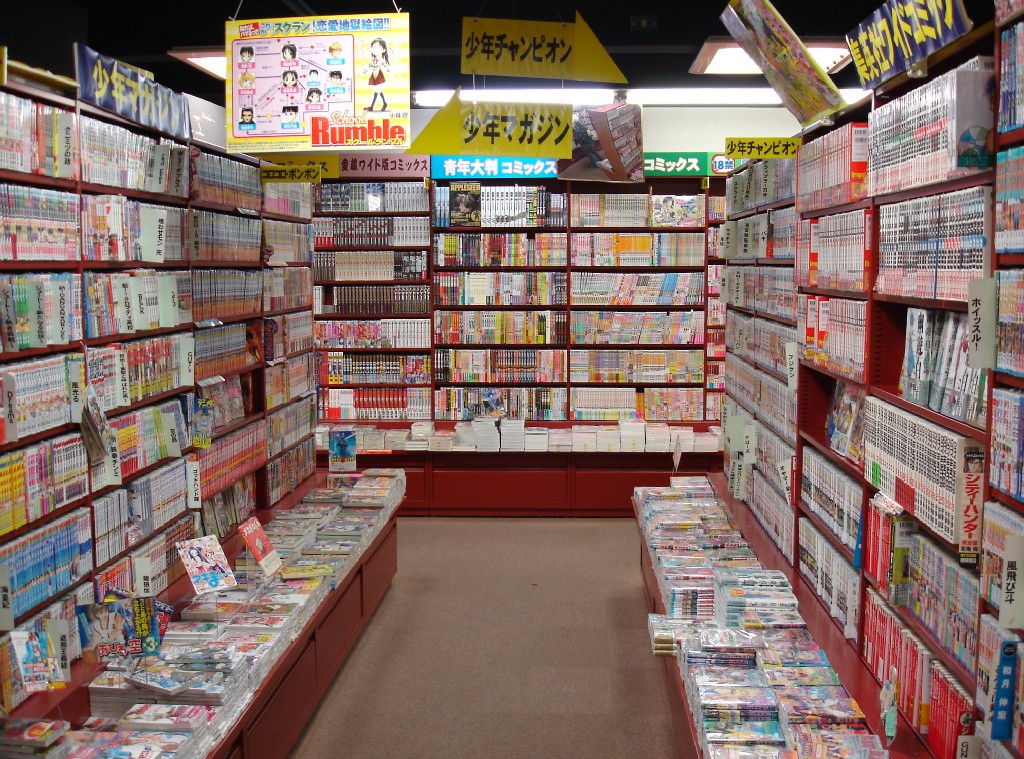
En mangaaffär i Japan

Även Osamu Tezukas samtida kollegor Machiko Hasegawa och Yoshihiro Tatsumi fick stor betydelser för Japans vidare seriehistoria. 
Yoshihiro Tatsumi etablerade 1957 en alternativ serietradition, till en början genom korta serienoveller. Tatsumi, som uttryckligen ville distansera sig från Tezukas bildberättande, tecknade i en betydligt mer realistisk stil, med såväl vardagsnära teman som utpräglat våldsamma berättelser, och kallade sina serier, i kontrast till Tezukas "manga", för "gekiga" ("dramatiska bilder"). Tezuka blev dock den kommersiellt mest framgångsrike av de två och den som hade störst inverkan på landets fortsatta serieskapande. Gekinga blev med tiden en subgenre till mangan.
Den kvinnliga serieskaparen Machiko Hasegawa fick tidigt stora framgångar med sin humorserie Sazae-san. Serien, en yonkoma-manga, pågick från 1946 till 1974 och blev startskottet för genren josei manga, kvinnoserier. Till skillnad från de flesta andra serietraditioner världen över, som under senare häften av 1900-talet utvecklades till att huvudsakligen rikta sig till barn och ungdomar, breddades mangan, genom föregångare som Machiko Hasegawa, och riktade sig till såväl män som kvinnor och lästes av vuxna, äldre, barn och unga.

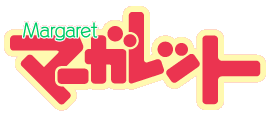
Margaret är en av de klassiska shōjo-mangatidningarna, grundad 1963.

Shōjo-mangan gick under 1960-talet in i en ny era, i och med subgenren mahō shōjo, "magiska flickor", med tidiga exempel som Fujio Akatsukas Secret Akko-chan (1962) och Mitsuteru Yokoyamas Sally the Witch (1966). Mot slutet av decenniet kom en våg av nya unga kvinnliga serieskapare, den så kallade "År 24"-gruppen, med bland andra Moto Hagio (They Were Eleven), Yasuko Aoike (From Eroica with Love), Riyoko Ikeda (The Rose of Versailles), och Yumiko Ōshima (The Star of Cottonland). Bland senare års produktion av shōjo och mahō shōjo manga märks framför allt Sailor Moon skapad av Naoko Takeuchi 1991, men också Oh! My Goddess skapad av Kōsuke Fujishima 1988,
Fruits Basket skapad av Natsuki Takaya 1999, och Tokyo Mew Mew skapad av Reiko Yoshida och Mia Ikumi 2000.

### Allt fler genrer (från 1970-talet)
Under 1970-talet kom många seinen manga (serier för vuxna män, närmast jämförbart med det västliga begreppet vuxenserier). Bland de mest framgångsrika i denna genre var Ghost in the Shell skapad 1989 av Masamune Shirow, Blade of the Immortal skapad 1993 av Hiroaki Samura och Hellsing skapad 1997 av Kouta Hirano. Parallellt med detta fick också gekigaserier som Golgo 13, skapad 1969 av Takao Saito, Ensamvargen, skapad 1970 av Kazuo Koike och Goseki Kojima och Akira, skapad 1982 av Katsuhiro Otomo, stor uppmärksamhet. Gekigans likhet med västerländska serier innebar också att dessa serier under 1980-talet blev några av de första japanska serierna som etablerade sig i Nordamerika och Europa
1972 startade Go Nagais Mazinger Z, vilket innebar att en ny genre, mecha manga, robotserier, etablerades. Genren rönte stor framgång och fick efterföljare som Getter Robot (1974) av Go Nagai och Ken Ishikawa, Mobile Suit Gundam (1979) av Yoshiyuki Tomino och Yoshikazu Yasuhiko, Neon Genesis Evangelion (1995) av Yoshiyuki Sadamoto och Kadokawa Shotenoch och Full Metal Panic! (1998) av Shoji Gatoh och Shiki Douji.

### Dragon Ball, Takahashi och andra
Två shōnen-manga – Akira Toriyamas Dragon Ball (1986) och Rumiko Takahashis Ranma ½ (1987), båda komiska äventyrsserier – var några av 1980-talets största mangaframgångar. De inspirerade under 1990-talet flera efterföljare, däribland Gōshō Aoyamas Mästerdetektiven Conan (1994), Eiichiro Odas One Piece (1997) och Masashi Kishimotos Naruto (1997), vilka samtliga fick framgång också internationellt. En annan framgångsrik shōnen-manga från samma period var Yoshihiro Takahashis Silver Fang (1983).
Från mitten av 1970-talet började företaget Sanrio att kraftigt marknadsföra sin figur Hello Kitty, som med tiden blev ett internationellt fenomen och också etablerades i tecknade serier. Runt millennieskiftet skapades flera serier för att marknadsföra sällskapsspel och leksaker; bland de mest framgångsrika var Pokémon, Beyblade och Digimon.
Den genom tiderna mest omfattande japanska serien är den ännu pågående komiska polisserien Kochikame, skapad av Osamu Akimoto 1976, och som år 2012 omfattade över 180 tankōbon-volymer. Bland de mest produktiva sentida japanska serieskaparna märks kvinnokollektivet CLAMP, med serier som Chobits,  xxxHolic, Cardcaptor Sakura, Magic Knight Rayearth, Legal Drug.

### Internet
När internet introducerades för allt fler människor världen över blev manga översatt till engelska ännu lättillgängligare. Digital manga kom att bli en del av ett större fenomen där folk tar del av serier online istället för hos traditionella bokhandlare eller bibliotek, ibland på kanske inte helt laglig väg. Det gick så långt att vissa webbplatser inriktade på manga kom att ta över titeln "bibliotek" och i applikationer som inte långt efter internets genombrott gjordes tillgängliga för mobiltelefoner och surfplattor kallas ens digitala uppsättning e-böcker även det för ett bibliotek, dock ofta på engelska: "library".

## Genrer
I Japan är manga indelad i målgruppsgenrer, som shōnenmanga (pojkserier), shōjomanga (flickserier), seinenmanga (serier för män). Därutöver finns mer detaljerade uppdelningar, som joseimanga (serier för kvinnor) Boys' love - BL (homoerotika och eroporr). (BL kallades tidigare för Shonen-ai, "pojkkärlek" på japanska. Detta ord ansågs dock för rakt på sak, varför man bytte till det mer exotiska engelska ordet "Boy's Love")
Japanska bokhandlare brukar även dela upp serierna efter förlag och den tidning serien publiceras i.
I folkmun förekommer vissa grövre genreindelningar, som gekiga (realistisk, "hårdkokt" stil), moe (extremsöt, gullig stil).
Det finns även lösa genreindelningar som mahō shōjo (magiska flickor) haremserier (serier där många flickor av olika personlighetstyp omger en pojke), och mecha (robotar, japanska: ロボ, ロボアニメ), yaoi (homosexuell pornografi), men det finns ingen allmänt använd standardiserad indelning. Den kvinnliga motsvarigheten till yaoi kallas för yuri (lesbisk pornografi) men är inte lika stor som yaoi.

### Skillnaden mellan japansk och västerländsk terminologi
I väst används en annan genreindelning, ofta baserad på enstaka japanska ord som beskriver innehållet. Men det är inte en genreindelning som används allmänt i Japan.
- Ecchi – erotisk laddade ungdomsserier, med inslag av begränsad nakenhet och vågad humor (till exempel Love Hina).
- Gender-bender – serier med könsrollsöverskridande tematik (till exempel Power!!).
- Kyofu – skräckserier (till exempel Uzumaki).
- Shōjo-ai – romantiska serier med homosexuella kvinnor.
- Skolliv – serier som utspelar sig i skolmiljö (till exempel School Rumble).

## Kulturellt inflytande
Sedan 1950-talet har framgångsrika serier också filmatiserats, i animerad form (anime) och/eller som "otecknade" TV-serier (dorama). 
Tecknade serier har även influerat den traditionella skönlitteraturen, och gett upphov till en litterär hybridform: light novels - rikligt illustrerade romaner. Bland de mest framgångsrika lightnovel-serierna är The Slayers av Hajime Kanzaka och Rui Araizumi. Japan har även en omfattande produktion av seriefanzin, så kallade dōjinshi, och två gånger om året arrangeras världens största mässa för amatörproducerade serier, Comiket, i Tokyo. Där förekommer även cosplay då man klär ut sig till en rollfigur från manga/anime eller tv-spel, något som även spritts till väst. Cosplay är även vanligt på olika manga- och animekonvent, festivaler/mässor där det finns försäljning, föredrag, filmvisning och uppvisningar.

## Pornografiska serier
Utöver mainstreamserier har Japan också ett rikt utbud av pornografiska serier. I Nordamerika och Europa används vanligen hentai som övergripande term, medan man i Japan i stället talar om eromanga. Utöver heterosexuell porr finns även en stor produktion av yaoi (homoerotiska serier med män i huvudrollerna), yuri (lesbisk porr) och futanari sex med karaktärer som är hermafroditer och har två olika könsorgan (oftast en penis och en slida).
Hentai har också gett upphov till extrema subgenrer som guro, vilket kännetecknas av Stympning. Exempel på annan extrem fetischism kan vara tentakelerotik, samt de i Sverige omdiskuterade lolikon och shotakon, vilka skildrar sex med minderåriga flickor respektive pojkar. Under åren 2010-2012 föranledde en omfattande debatt i svenska medier, i samband med det så kallade mangamålet.

## Etymologi
I Japan betecknar begreppet "manga" inte bara inhemska tecknade serier, utan också översatta verk och närbesläktade kulturyttringar som skämtteckningar (jämför engelskans cartoon). Japanska serier benämns "日本の漫画" (Nihon no manga).
Det engelska lånordet "komikkusu" (från "comics") används ibland som en mer sofistikerad synonym till mediet, eller som en definition på de pocketböcker (tankōbon) som serierna samlas i. Lånord från engelskan är legio i modern japanska och används då japanska ord saknas. För amerikanska superhjälteserier används ibland begreppet amekomi, från amerikan komikkusu.

## Manga i översättning
Japanska serier har under de senaste två decennierna spridits till många västerländska bok- och seriemarknader. I länder som Frankrike, USA, Italien och Tyskland har utgivning kompletterat den redan stora inhemska serieutgivningen och därför kommit att bli omfattande. Dessa länder har 2012 kvar stor utgivning av manga. I Frankrike trycktes det 2010 1 500 volymer, vilket motsvarar en tredjedel av den totala serieutgivningen. Dessa såldes samma år i 14,2 miljoner exemplar, att jämföra med toppåret 2008 på 15,1 miljon.

### Manga på svenska

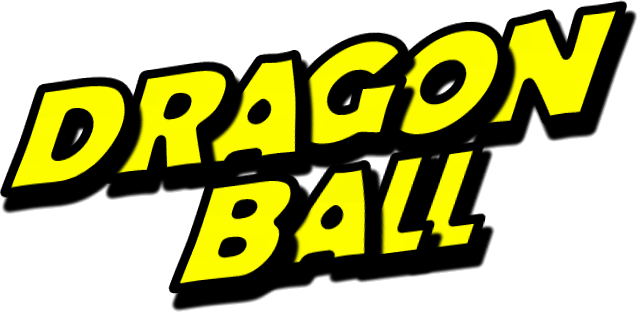
Dragon Ball som inledde den svenska mangavågen i början av 00-talet.

Den första japanska serien som översattes till svenska var Keiji Nakazawas Gen – Pojken från Hiroshima, utgiven av Alvglans förlag 1985. Under 1980- och 1990-talen svarade  Epix förlag för den huvudsakliga utgivningen av japanska serier i svensk översättning, framförallt gekigaserier, genom serietidningarna Samurai och Cobra. Därutöver publicerades två volymer av Masashi Tanakas pantomimserie Gon av Tago förlag 1997.
År 2000 påbörjade Bonnier Carlsen sin utgivning av Akira Toriyamas Dragon Ball, vilket inledde vågen av japanska serier som översköljde Sverige under 00-talet. Under ett par år svarade den japanska marknaden för fler översatta seriealbum än från någon annan källa. Tre stora förlagsaktörer – Bonnier Carlsen, Egmont Kärnan och Mangismo – gav under 00-talet ut en stor mängd pocketböcker (tankōbon), och B. Wahlströms bokförlag publicerade koreanska serier, inledningsvis under etiketten "Megamanga". Under perioden 2000–2009 gav de fyra förlagen tillsammans ut 741 volymer. Under samma tid etablerades fem serietidningar med japanska barnserier - Banzai (från 2006), och de idag nedlagda Sailor Moon (1996-1997 och 2000-2001), Digimon (2001-2005), Beyblade (2004-2005), och Pokémon (1997-2015). Därutöver satsade det sedermera nedlagda förlaget Manga Media på månatliga tidningar med ungdomsserier: Manga Mania (2003-2007), Shonen Jump (2004-2007) och Shojo Stars (2007-2009). 
Mangismo lade ner sin utgivning 2007. Övriga aktörer drabbades hårt i samband med finanskrisen 2008, varefter samtliga serieförlag kraftigt minskade sitt mangautbud. De stora förlagen (både i Sverige och i övriga nordiska länder), vilka oftast köpt utgivningsrättigheter till populära långserier från stora japanska mangaförlag, slutade i stort sett med mangautgivning runt 2010. Orsaken var, enligt danske förlagsredaktören Carsten Søndergaard, de japanska förlagens orealistiska krav och bristande förståelse för utgivningsvillkoren på de relativt små nordiska seriemarknaderna.
En ny aktör, Ordbilder Media, inledde en mindre utgivning 2008, Epix har fortsatt sin sporadiska utgivning, det etablerade förlaget Ordfront Galago har publicerat Junji Itos skräckserie Uzumaki, och både Gloria förlag och Libris förlag har publicerat japanska serier baserade på Bibeln.

## Internationella influenser

### Asien
Den japanska serietraditionen påverkade under 1900-talet grannländernas serieproduktion i den utsträckning att såväl den kinesiska som den koreanska använder samma, från japanskan inlånade, teckenpar för "tecknade serier". Men uttalen skiljer sig åt, så tillvida att på kinesiska heter det manhua, och på koreanska manhwa. Manhua produceras framförallt i Kina (inklusive Hongkong), Taiwan och Singapore, och manhwa, som läses från vänster till höger, produceras huvudsakligen i Sydkorea (även om termen formellt också omfattar den ytterst begränsade serieproduktion som förekommer i Nordkorea).

### Europa och Nordamerika
I och med de japanska seriernas intåg på den västerländska seriemarknaden, har den för mangan typiska berättar- och teckningsstilen influerat även europeiska och nordamerikanska serieskapare. Bland de så kallade "pseudomanga", märks italienskan Elisabetta Gnones W.I.T.C.H., amerikanen Ben Dunns Ninja Highschool, och den svenska Kishako, sportreportern av Pidde Andersson och Åsa Ekström. I gränslandet mellan pseudomanga och Japan-producerade serier återfinns serier skapade av japanfödda serieskapare som lämnat hemlandet - däribland Stan Sakai, bland annat känd som skapare av Usagi Yojimbo.

## Mangaforskningen
Forskning om manga (och anime) har kommit igång först under senare år. Den vetenskapliga tidskriften Mechademia (publicerad som tjocka årsböcker) ges sedan 2006 ut vid University of Minnesota Press. Där har redaktören Frenchy Lunning löpande samlat akademiska essäer och liknande om anime, manga och relaterad fankonst från den engelskspråkiga världen.
Den första svenska akademiska avhandlingen om manga lades fram 2012 vid Göteborgs universitet av Ylva Sommerland - Tecknad tomboy, där mangans stereotypa skildringar av både feminina och maskulina kroppsliga stilar ifrågasätts.